# Huawei P8
Huawei P8 (GRA-L09) – smartfon chińskiego przedsiębiorstwa telekomunikacyjnego Huawei Technologies. Urządzenie miało swoją premierę w kwietniu 2015 i zastąpiło aparat Huawei Ascend P7 jako model sztandarowy tego producenta. Przez recenzentów zakwalifikowany został do wyższej półki cenowej i porównywany bywał do aparatów Samsung Galaxy S5, Galaxy A7, Galaxy Alpha, LG G3, LG Flex2, Sony Xperia Z3 czy HTC One.
Działa w oparciu o system operacyjny Android z nakładką EMUI. Pierwotnie działał pod kontrolą systemu Android w wersji 5.0.2 Lollipop, z czasem otrzymał aktualizację do wersji 6.0 Marshmallow.
Równolegle z premierą Huawei P8 miała miejsce premiera jego słabszej i tańszej wersji, Huawei P8 Lite. 15 kwietnia 2015 do sprzedaży trafiła także wersja Huawei P8 Max, wyposażona w większy ekran o przekątnej 6,8 cala. W przeciwieństwie do poprzednich aparatów Huawei Ascend P7 i Ascend P6, nowy aparat otrzymał nazwę pozbawioną wyróżnika „Ascend”.

## Specyfikacja techniczna
Huawei P8 został wyposażony w  ośmiordzeniowy procesor HiSilicon Kirin 930 o taktowaniu 2 GHz (cztery rdzenie Cortex-A53 taktowane z częstotliwością 2 GHz i cztery z częstotliwością 1,5 GHz). Dodatkowo wyposażono je w niezależny układ graficzny Mali-T628 MP4. Urządzenie posiada 3 GB pamięci operacyjnej oraz 16 GB pamięci wewnętrznej, którą można rozszerzyć poprzez kartę pamięci (do 64 GB). Zamiast karty pamięci możliwa jest instalacja drugiej karty SIM w formacie Micro-SIM.
Modem aparatu obsługuje sieć w standardzie LTE z prędkością do 300 Megabitów na sekundę (standard Cat. 6), a także sygnał Wi-Fi standardu b/g/n oraz Bluetooth w standardzie 4.1. Urządzenie wyposażono także w moduł nawigacji satelitarnej w standardach Global Positioning System, GLONASS i BeiDou, radio FM, czujnik NFC oraz port microUSB. Wbudowany mikrofon wyposażono w układ redukcji szumów tła.
Wbudowany i niewymienny Akumulator litowo-polimerowy ma pojemność 2680 mAh.

### Wyświetlacz
Smartfon posiada ekran dotykowy o przekątnej 5,2 cala i rozdzielczości 1080p (full HD), co daje zagęszczenie 424 pikseli na cal. Ekran posiada matrycę wyprodukowaną w technologii IPS-NEO, chronioną szkłem Gorilla Glass 3. Dzięki wyjątkowo cienkim ramkom wyświetlacz pokrywa ok. 78,3% przedniego lica aparatu.

### Aparat fotograficzny
Urządzenie zostało wyposażone w dwa aparaty fotograficzne. Tylny aparat oferuje rozdzielczość 13 megapikseli, wyposażono go w sensor RBGW, przysłonę F/2.0 i możliwość nagrywania wideo w rozdzielczości 1080p. Oprogramowanie aparatu pozwala także na wykonywanie zdjęć w rzadko spotykanych trybach smug świetlnych i malowania światłem. Z kolei przedni aparat oferuje rozdzielczość 8 megapikseli. Poza trybem nagrywania w rozdzielczości 1080p pozwala także na wykonywanie zdjęć selfie w trybie panoramicznym.